# Notorhabdium bangzhui
Notorhabdium bangzhui là một loài bọ cánh cứng trong họ Cerambycidae.